# Jean-Patrick Nazon
Jean-Patrick Nazon (Épinal, 18 januari 1977) is een Frans voormalig wielrenner. Zijn specialiteit was de massasprint.

## Carrière
Nazon was beroepsrenner van 1997 tot en met 2008. In de Ronde van Frankrijk van 2003 won hij de prestigieuze slotetappe op de Champs-Élysées in Parijs. Een jaar later, in de Tour van 2004, won hij nogmaals een etappe. 
Zijn oudere broer Damien Nazon was eveneens wielrenner. 

## Belangrijkste overwinningen
1998
- 2 etappes in het Circuit des Mines

2000
- 3e etappe Vierdaagse van Duinkerke

2002
- 2e etappe Ronde van Qatar
- etappe in het Criterium International
- 3e etappe Vierdaagse van Duinkerke

2003
- slotetappe Ronde van Frankrijk
- 6e etappe Vierdaagse van Duinkerke

2004
- etappe in het Criterium International
- 3e etappe Ronde van Frankrijk

2005
- GP Rik van Steenbergen

2007
- 1e etappe Parijs-Nice

## Resultaten in voornaamste wedstrijden
| Jaar | Ronde van Italië | Ronde van Frankrijk | Ronde van Spanje |
| ---- | ---------------- | ------------------- | ---------------- |
| 1998 |                  |                     |                  |
| 1999 |                  |                     |                  |
| 2000 |                  | opgave              |                  |
| 2001 |                  |                     |                  |
| 2002 |                  |                     |                  |
| 2003 |                  | 135e (1)            |                  |
| 2004 |                  | 137e (1)            |                  |
| 2005 |                  | opgave              |                  |
| 2006 |                  |                     | 105e             |
| 2007 |                  |                     |                  |

| Jaar | Milaan-San Remo | Gent-Wevelgem | Parijs-Roubaix | Parijs-Brussel | Parijs-Tours |  | WK op de weg |  | Wereldranglijsten |
| ---- | --------------- | ------------- | -------------- | -------------- | ------------ |  | ------------ |  | ----------------- |
| 1998 |                 |               |                |                | 10e          |  |              |  |                   |
| 1999 | 132e            | 79e           |                |                | 82e          |  |              |  |                   |
| 2000 |                 |               |                |                |              |  |              |  |                   |
| 2001 |                 |               |                |                | 31e          |  |              |  |                   |
| 2002 |                 | 23e           |                | 55e            |              |  |              |  |                   |
| 2003 |                 |               | 43e            |                |              |  |              |  |                   |
| 2004 | 162e            |               | 88e            |                |              |  |              |  |                   |
| 2005 |                 |               |                | Brons          | 21e          |  | 51e          |  |                   |
| 2006 | 97e             | 63e           | 47e            |                |              |  |              |  | 196e (UPT)        |
| 2007 |                 |               |                |                |              |  |              |  | 199e (UPT)        |